# 레 미제라블 소녀 코제트
레 미제라블의 소녀 코제트는 빅토르 위고의 소설 《레 미제라블》을 원작으로 한 세계명작극장의 2007년 작품이다. 니혼 애니메이션과 중국 CCTV의 합작 영화 애니메이션이다.

## 등장인물
※등장인물 (일본 판 성우, 한국판의 성우) 형식으로 기술함.

### 주요 인물
- 코제트

성우 :나즈카 가오리, 마츠모토 타마키（유년기）/ 우정신
팡틴의 딸로 그녀가 가난 때문에 일자리를 찾기 위해 몽페르메유 여관에 맡겨져 테나르디에 부부에게 모진 학대를 받는다. 착한 심성의 소녀로 장발장의 양딸이 되어 같이 살게 된 이후 장발장의 사랑을 받는다. 후에 마리우스와 공원에서 만난 이후 그를 사랑하게 된다.
- 장발장

성우 :스가와라 마사시 / 유강진
빵 한 조각을 훔쳐 19년 동안 감옥살이를 한다. 후에 시장으로 활약하여 가난하고 어려운 사람들을 도와 주며 살았다. 테나르디에 부부에게 모진 학대를 받는 코제트를 친딸처럼 키운다. 이후 도둑이라는 이유로 자베르의 추격을 받게 된다.
- 마리우스

성우 :카츠 안리 / 서윤선
질노르망 가의 손자로 집안 형편은 유복했지만 아버지를 원망하면서 자라왔다. 마뵈프 노인 덕에 아버지에 대한 오해를 풀게 되어 허름하고 낡은 집에 살아 변호사 공부와 아르바이트를 하던 중 공원에서 코제트를 만나게 되어 그녀를 사랑하게 된다.
- 자베르

성우 :마츠야마 타카시 / 오세홍
장 발장이 도둑이라는 이유로 장 발장을 추적하여 감옥에 가두려고 한다. 나중에는 장 발장의 마음에 감동하여 조금씩 변해간다.

### 워털루 여관
- 무슈 테나르디에

성우 :야베 마사히토 / 유호한
여관을 경영하면서 팡틴을 속여 양육비를 착복하고 코제트를 하녀처럼 대한다. 이후 장발장을 압박하기도 한다.
- 마담 테나르디에

성우 :호리코시 마미 / 전숙경
남편을 따라 팡틴을 속여 코제트의 양육비를 가로채고 코제트를 하녀처럼 대한다. 이후 자신의 잘못을 뉘우친다.
- 에포닌

성우 :사사모토 유코 / 김은아
테나르디에 부부의 맏딸로 동생과 함께 코제트를 하녀처럼 대하며 코제트에 대한 컴플렉스를 숨기고 있었다.
- 아젤마

성우 :마미야 쿠루미 / 박신희
테나르디에 부부의 작은 딸. 언니와 함께 코제트를 하녀처럼 대하나 심성이 착한 편이라 부재를 아쉬워한다.
- 가브로쉬

성우 : 송덕희
테나르디에 부부의 막내 아들. 코제트의 일을 도와주며 저녁을 굶는 코제트에게 먹을것을 가져다 준다. 쾌활하고 자유분방하지만 내심은 정이 깊은 성격이다.

### 수녀원 여학교
- 베아트리스

성우 :사와시로 미유키 / 전숙경
코제트가 수도원 여학교에서 생활 할 때의 선배로 귀족 집 딸이다. 느긋하고 시원시원한 성격이다.
- 오드리

성우 :토마츠 하루카 / 박신희
코제트가 수도원 여학교에서 생활 할 때의 선배로 나중에는 수녀가 된다.
- 샬롯

성우 :사사키 노조미 / 김은아
코제트가 수도원 여학교에서 생활 할 때의 친구로 막내에 속한다.